# Буян (община)
Буян (алб. Bujan) — община (муниципалитет) округа Тропоя области Кукес в Албании. Административный центр — село Буян.
Расположена в северо-западной части страны в пограничной высокогорной зоне нынешнего албанского округа Тропойя, в годы Второй мировой войны служившей прибежищем для косовских партизан.
В 2013 году здесь проживало 2 864 человека. В 2011 году албанцы составляли 93,65 % всех жителей.
В состав общины входят: Bllatë, Bujan, Dojan, Gri, Gri e Re, Markaj, Lëkurtaj, Rosujë, Selimaj.
Место проведения известной Буянской конференцией конца 1943-начала 1944 года, на которой было зафиксировано создание Национально-освободительного совета Косово и Плато Дукагьин. Эта конференция в селе Буян, приняла решение за отделение Косово и Метохии, как от будущей федеральной единицы Сербия, так и от всей титовской Югославии. Первый параграф «Буянской резолюции», гласил:

«Косово и Метохия — край, населенный большей частью шиптарским народом, который как всегда, так и сегодня хочет объединиться с Шипнией (Албанией). Потому мы ощущаем обязанность указать правильный путь, которым должен пойти шиптарский народ, чтобы осуществить свои стремления. Единственный путь к тому, чтобы шиптары Косово и Метохии объединились с Шипнией — совместная борьба, вместе с остальными народами Югославии против оккупантов и их прислужников. Так как это единственный путь завоевать свободу, когда все народы, в том числе и шиптары смогут решать о своей судьбе с правом на самоопределение вплоть до отсоединения»— Корни титовского сепаратизма косметских шиптаров
.

## Персоналии
- Соколи, Миц — Народный герой Албании.